# Simonne Mathieu

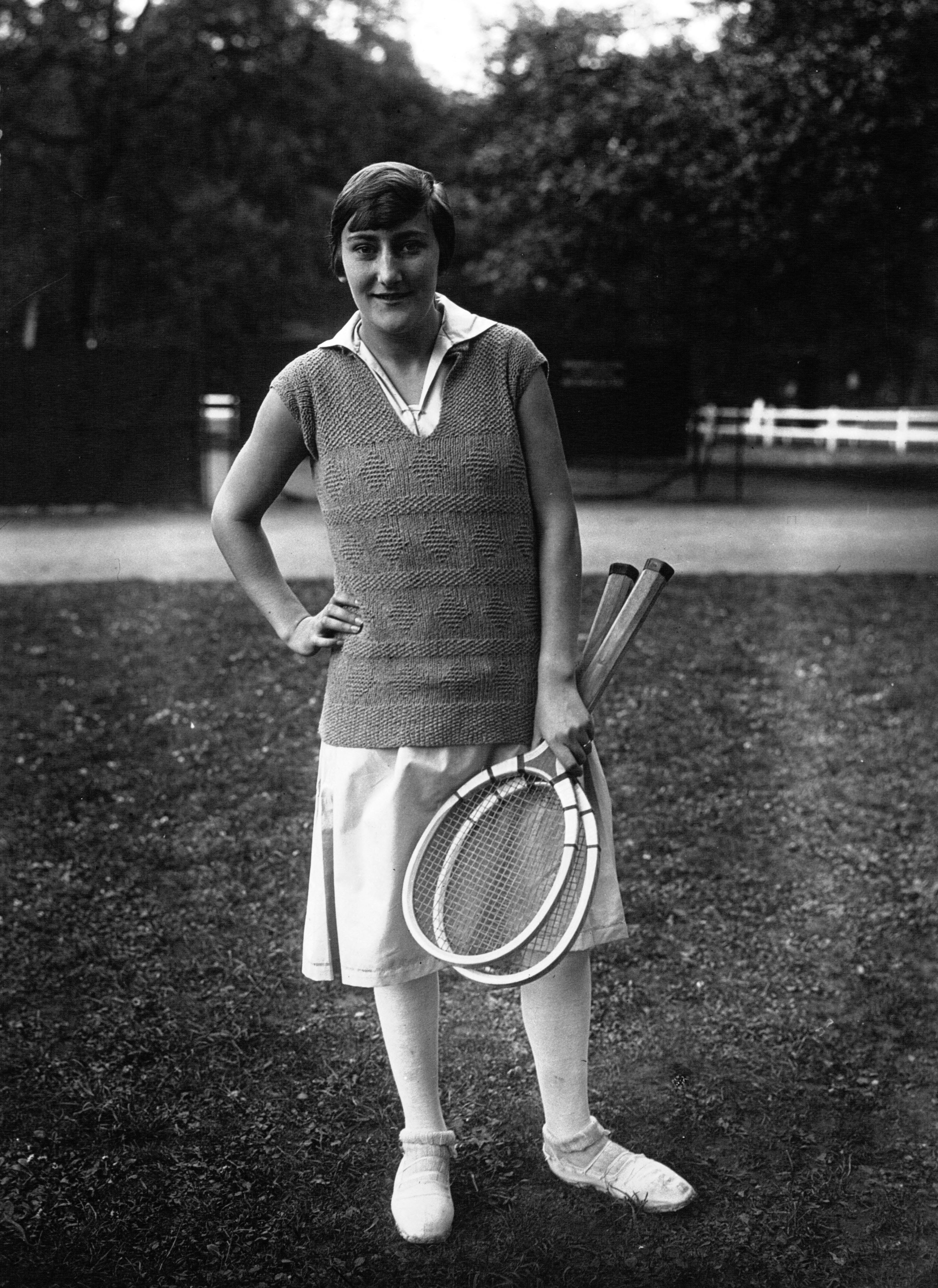
Simonne Mathieu, 1926

Simonne Passemard Mathieu (* 31. Januar 1908 in Neuilly-sur-Seine als Simonne Emma Henriette Passemard; † 7. Januar 1980 in Chatou) war eine französische Tennisspielerin.

## Leben

### Tennisspielerin
Sie war eine der erfolgreichsten französischen Tennisspielerinnen aller Zeiten. Sie hielt sich elf Jahre in Folge in den Top Ten der Tennisweltrangliste. Mathieu gewann 13 Grand-Slam-Titel, davon je zweimal den Einzel- und Mixedwettbewerb bei den French Open (nachdem sie im Einzel zuvor sechsmal im Finale gescheitert war). Am erfolgreichsten war sie jedoch im Doppel. Allein bei den French Open war sie sechs Mal siegreich, dazu kamen drei Doppeltitel in Wimbledon. Ein besonderer Erfolg gelang ihr dabei 1938, als sie alle drei Titel der French Open erringen konnte, im Mixed, im Einzel und im Doppel.
2006 erfolgte posthum ihre Aufnahme in die International Tennis Hall of Fame.
Der Badmintonspieler René Mathieu war ihr Ehemann.
Der Court Simonne Mathieu im Stade Roland Garros wurde 2019 nach ihr benannt.
Nach ihr ist der Coupe Simonne Mathieu benannt, den die Sieger bei den French Open im Damendoppel erhalten.

### Mitglied der Forces françaises libres
Nach der Einnahme Frankreichs durch die Deutschen 1940 schloss sich Simonne Martin den Forces françaises libres von  General de Gaulle in London an. Im September 1940 begann sie den Aufbau eines Corps féminin des voluntaires françaises, der offiziell im November 1940 gegründet wurde.
Für ihre Tätigkeit während des Krieges wurde sie zum Offizier der Ehrenlegion ernannt.

## Abschneiden bei Grand-Slam-Turnieren

### Einzel
| Meisterschaft | 1925 | 1926 | 1927 | 1928 | 1929 | 1930 | 1931 | 1932 | 1933 | 1934 | 1935 | 1936 | 1937 | 1938 | 1939 | 1940  | …     | 1946 | Karriere |
| ------------- | ---- | ---- | ---- | ---- | ---- | ---- | ---- | ---- | ---- | ---- | ---- | ---- | ---- | ---- | ---- | ----- | ----- | ---- | -------- |
| Australische  | —    | —    | —    | —    | —    | —    | —    | —    | —    | —    | —    | —    | —    | —    | —    | —     | n. a. | —    | —        |
| Französische  | VF   | VF   | AF   | —    | F    | VF   | VF   | F    | F    | HF   | F    | F    | F    | S    | S    | n. a. | n. a. | —    | S        |
| Wimbledon     | —    | 1    | 2    | —    | 3    | HF   | HF   | HF   | VF   | HF   | VF   | HF   | HF   | VF   | VF   | n. a. | n. a. | 1    | HF       |
| Amerikanische | —    | —    | —    | —    | —    | —    | —    | —    | —    | —    | —    | —    | —    | VF   | 1    | —     | —     | —    | VF       |

Zeichenerklärung: S = Turniersieg; F, HF, VF, AF = Einzug ins Finale / Halbfinale / Viertelfinale / Achtelfinale; 1, 2, 3 = Ausscheiden in der 1. / 2. / 3. Hauptrunde; Q1, Q2, Q3 = Ausscheiden in der 1. / 2. / 3. Runde der Qualifikation; n. a. = nicht ausgetragen

### Doppel
| Meisterschaft | 1926 | 1927 | 1928 | 1929 | 1930 | 1931 | 1932 | 1933 | 1934 | 1935 | 1936 | 1937 | 1938 | 1939 | 1940  | …     | 1946 | 1947 | Karriere |
| ------------- | ---- | ---- | ---- | ---- | ---- | ---- | ---- | ---- | ---- | ---- | ---- | ---- | ---- | ---- | ----- | ----- | ---- | ---- | -------- |
| Australische  | —    | —    | —    | —    | —    | —    | —    | —    | —    | —    | —    | —    | —    | —    | —     | —     | —    | —    | —        |
| Französische  | —    | —    | —    | —    | F    | —    | —    | S    | S    | —    | S    | S    | S    | S    | n. a. | n. a. | S    | VF   | S        |
| Wimbledon     | 2    | VF   | —    | 1    | VF   | —    | —    | S    | S    | F    | —    | S    | F    | —    | n. a. | n. a. | —    | —    | S        |
| Amerikanische | —    | —    | —    | —    | —    | —    | —    | —    | —    | —    | —    | —    | F    | —    | —     | —     | —    | —    | F        |

### Mixed
| Meisterschaft | 1926 | 1927 | 1928 | 1929 | 1930 | 1931 | 1932 | 1933 | 1934 | 1935 | 1936 | 1937 | 1938 | Karriere |
| ------------- | ---- | ---- | ---- | ---- | ---- | ---- | ---- | ---- | ---- | ---- | ---- | ---- | ---- | -------- |
| Australische  | —    | —    | —    | —    | —    | —    | —    | —    | —    | —    | —    | —    | —    | —        |
| Französische  | —    | —    | —    | VF   | VF   | —    | —    | —    | —    | —    | —    | S    | S    | S        |
| Wimbledon     | 1    | 2    | —    | 2    | 1    | 1    | HF   | —    | —    | —    | —    | F    | —    | F        |
| Amerikanische | —    | —    | —    | —    | —    | —    | —    | —    | —    | —    | —    | —    | —    | —        |